# Costas N. Papanicolas

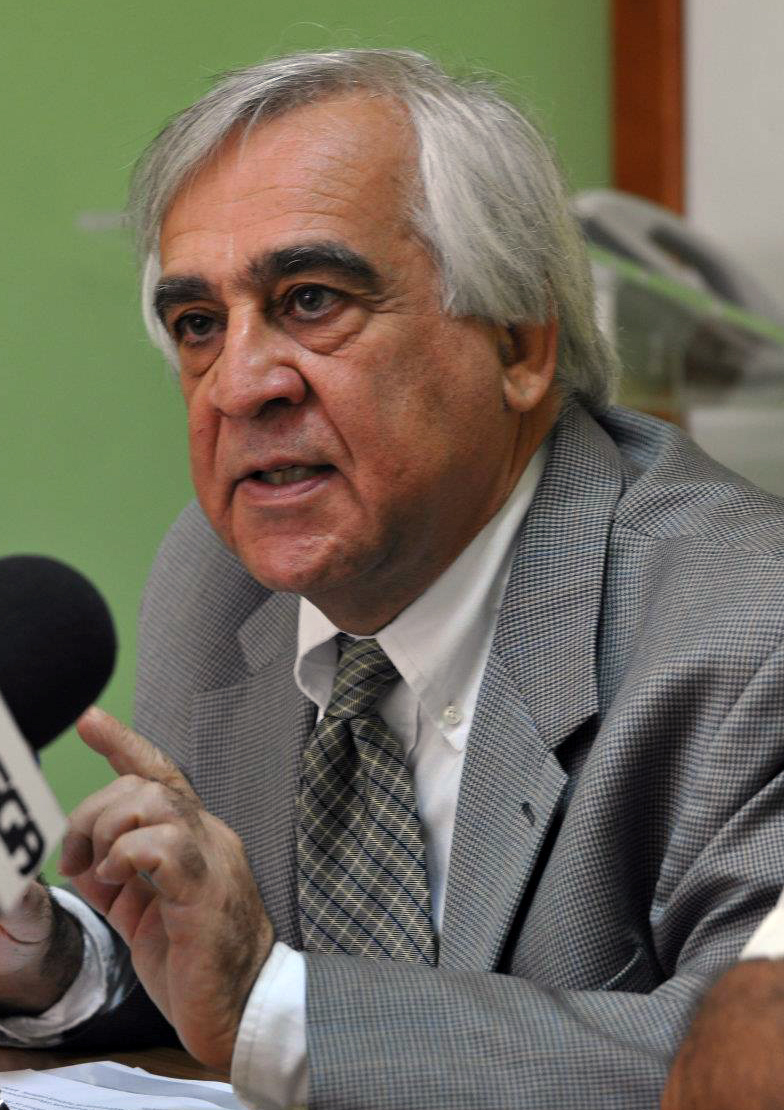
Costas N. Papanicolas

Costas N. Papanicolas (* 1. Oktober 1950) ist ein zypriotischer Kern- und Teilchenphysiker. Seine Forschungsinteressen liegen in den Bereichen Teilchen- und Kernphysik, hadronische Physik, Solarenergie, Energiepolitik und Klimapolitik.

## Wissenschaftliche Karriere
Er erhielt seinen B.Sc. in Physik (1972) und seinen PhD in Kernphysik (1979) vom Massachusetts Institute of Technology (MIT) in den USA.
Papanicolas hatte Positionen beim Commissariat à l’énergie atomique et aux énergies alternatives (Saclay, Frankreich) inne und war Professor für Physik an der Universität von Illinois (Urbana-Champaign, USA) und an der Universität Athen (Griechenland). Er war der Gründungsdirektor des Instituts für Beschleunigungssysteme und Anwendungen (IASA) in Griechenland.

## Veröffentlichungen
Papanicolas hat mehr als 180 Publikationen in Fachzeitschriften mit Peer-Review, zahlreichen Konferenzberichten und hat viele populäre Artikel zu Themen der Wissenschaft, Politik und Bildung geschrieben. Er hält zwei Patente (in Medizinphysik und Solarenergie).

## Auszeichnungen und Ehrungen
Papanicolas wurde mit dem Arnold O. Beckman Award der Universität Illinois (1988) ausgezeichnet und ist Fellow der American Physical Society. Seit 1994 ist er Mitglied der Academia Europaea. Seit 2011 ist er Mitglied der Silk Road Academy of Sciences (China), seit 2017 und Gründungs- sowie permanentes Mitglied der Zypern Akademie der Wissenschaften, Literatur und Künste (2019).
Papanicolas wurde zum assoziierten Mitglied der Overseas Academy of Sciences of France (ASOM) gewählt und war der erste Zypriote, der diese Auszeichnung erhielt.